# 왕가의 계곡
왕가의 계곡(영어: valley of the king, 이집트 아랍어: وادى الملوك Wādī el-Mulūk, 콥트어: ϫⲏⲙⲉ Džēme [ˈʃɪ.mæ])은 이집트 룩소르 인근에 위치한 고대 이집트의 무덤 유적지로, 이집트 제18왕조부터 제20왕조까지 약 500년에 달하는 기간 동안 이집트 신왕국 시대의 파라오와 귀족들이 묻힌 곳이다.
왕가의 계곡 자체는 고대도시 테베로부터 나일강 건너 서안에 위치한 와디 지형을 기반으로 암반을 깎아 조성한 곳이며, 이곳을 중심으로 테베 네크로폴리스가 형성되었다. 크게 두가지 구역으로 나뉘는데 하나는 대다수 왕릉이 늘어서 있는 동쪽 계곡, 다른 하나는 원숭이 계곡이라는 별칭이 있는 서쪽 계곡이다.
왕가의 계곡은 신왕국 시대 주요 왕족과 여러 귀족층의 핵심적인 매장지로 기능하였다. 왕가의 계곡에 있는 무덤의 수는, 가장 최근인 2005년에 발견된 새로운 석실 한 곳과 2008년 발견된 무덤 입구 두 곳을 더하면, 총 65개의 무덤과 석실이 있는 것으로 파악되고 있다. 그 규모는 구덩이 한 개 수준에 불과한 KV54부터, 람세스 2세의 아들이 묻힌 무덤으로 120개 석실로 구성된 KV5까지 매우 다양하다. 왕릉의 경우 이집트 신화의 전통 벽화로 장식되어 있으며 그 시대의 장례 절차와 사후 세계관을 보여주는 생생한 증거로 자리매김하고 있다. 대다수 무덤이 고대부터 노출되어 도굴된 것으로 추정되나, 이집트 파라오가 지녔던 부와 권력을 가늠하기에는 부족함이 없다.
18세기 말부터 이집트학자와 고고학자들의 탐사가 시작되었으며 현재까지도 무덤과 매장지에 대한 연구와 관심이 지속되고 있다. 특히 1922년 투탕카멘의 무덤 발견 이후 상당한 관심을 끌게 되었으며, 세계에서 가장 유명한 고고학 유적지로 남게 되었다. 1979년에는 유네스코 세계 문화 유산으로 등재되었으며, 탐사와 발굴, 보존 작업이 계속되고 있는 것과 동시에 최근에는 새로운 관광센터가 문을 열었다.

## 역사

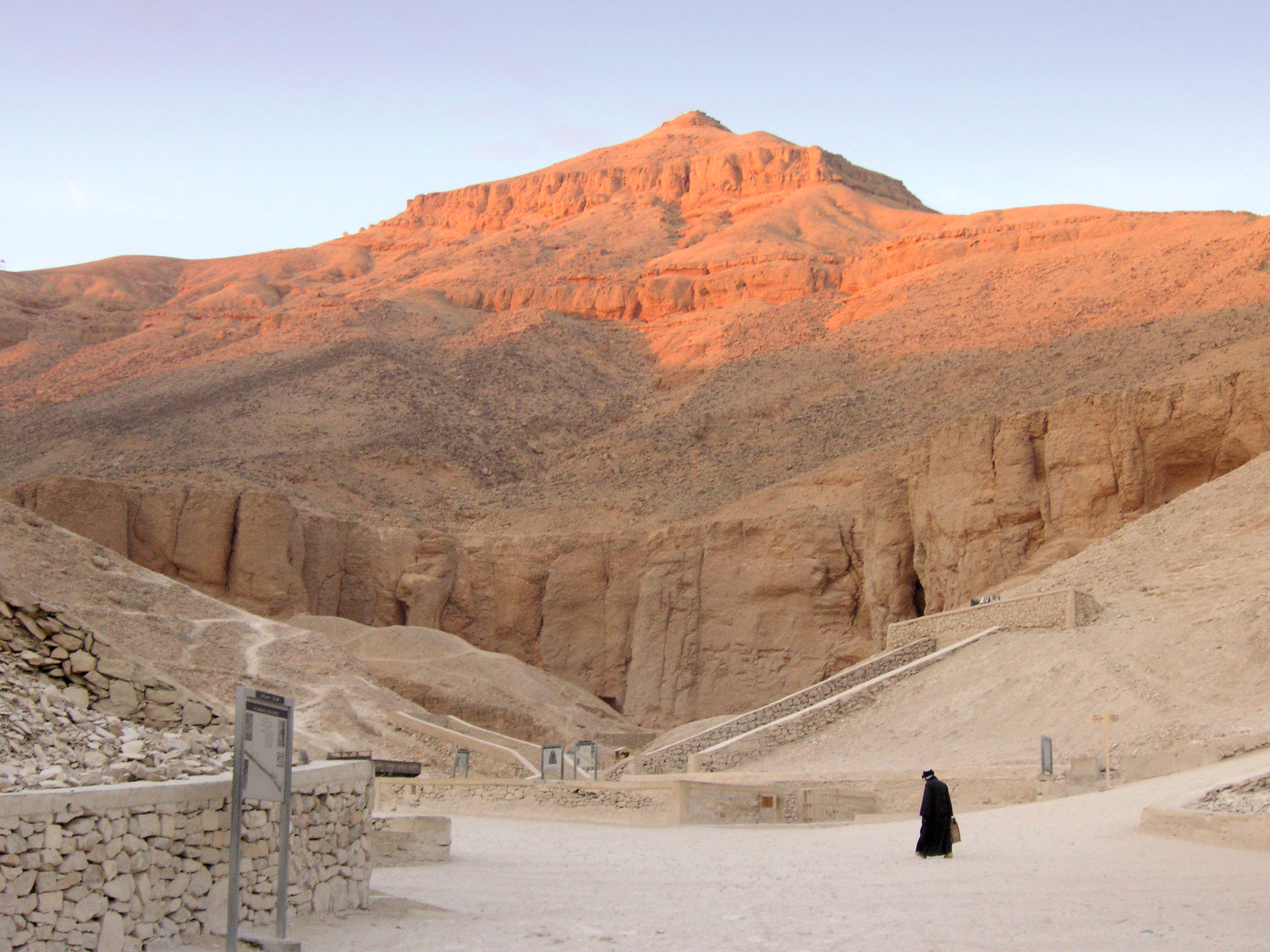
오늘날 왕가의 계곡을 내려다보는 알쿠른산

### 기원
테베 고원에는 알쿠른산 (al-Qurn)이 우뚝 솟아 있는데, 고대 이집트인들은 이 산을 '타데헨트' (ta dehent, 봉우리)라고 불렀다. 알쿠른산은 피라미드 모양을 띄고 있어, 왕가의 계곡이 처음 조성되기 천여년 전에 고왕국 시대의 피라미드를 닮았다고 여겼을 것으로 추정된다. 또한 계곡 자체도 고립되어 있어 일반인의 접근을 쉽게 허락치 않았고, 무덤 파수꾼 (멧자이)이 공동묘지를 무사히 지키는 데 도움이 되었다.
오늘날 고대 이집트의 무덤이라 하면 기자 고원 지대에 자리잡은 기자의 피라미드를 떠올리는 경우가 많지만, 고대 이집트 무덤의 대다수는 바위를 깎아 만들었다. 피라미드와 마스타바 (피라미드의 전 단계) 역시 대지의 암반을 깎아 그 위에 조성된 것이고, 아예 바위굴을 파고 들어가 무덤을 조성한 경우는 이집트 고왕국으로 거슬러 올라갈 정도로 유래가 깊은 매장 방식이었다.
이집트 신왕국의 아흐모세 1세는 힉소스를 물리치고 이집트를 다시 통일하였다. 이후 제18왕조의 각 파라오들은 자신들이 되찾은 새로운 권력을 통해 정교한 무덤을 건설하는 일에 집중하기 시작하였다. 제18왕조의 초대 국왕인 아흐모세 1세는 제17왕조대에 조성된 드라아부알나가 무덤에 안장되었고, 왕가의 계곡에 처음으로 안장된 국왕은 아멘호테프 1세 (정확한 위치는 불명)과 투트모세 1세 (kV20 / KV38)였다. 특히 투트모세 1세의 고문이었던 이네니는 자신의 무덤에 남긴 기록을 통해 본인이 계곡의 왕릉 조성을 주도했음을 다음과 같이 밝히고 있다.
나는 폐하의 석릉을 파는 것을 홀로 보았노라. 아무도 보지 못했고, 아무도 듣지 못했노라.

이렇게 만들어지게 된 왕가의 계곡은 기원전 1539년부터 기원전 1075년까지 역대 파라오의 공동묘지로 사용되었다. 투트모세 1세부터 람세스 10세 / 람세스 11세에 이르기까지 이곳에 조성된 무덤의 수는 총 63곳에 달한다. 다만 기존의 무덤을 재활용하거나 왕족이 아닌 인물이 묻히는 경우도 있었다.
왕가의 계곡이란 이름과는 달리 귀족들도 묻히는 경우가 있었다. 국왕에게 촉망받았던 귀족은 물론, 그 아내나 아이들까지 묻히는 경우가 있었으며 이는 파라오의 가족도 마찬가지였다. 따라서 왕가의 계곡 내에서 '왕릉'이라 부를 만한 곳은 20여 곳에 불과하다. 나머지는 귀족의 무덤, 왕족의 무덤, 완전히 발굴이 되지 않아 누구의 것인지 모르는 무덤, 미사용 무덤, 장례용품을 보관하던 창고들이다. 기원전 1301년 람세스 1세 시기에는 여왕을 위한 공동 묘지로서 여왕의 계곡이 새로 조성되기도 했다.

### 왕가의 묘지
왕가의 계곡을 두고 고대 이집트인들이 불렀던 공식 명칭은 '테베 서쪽 수백만 세월의 국왕과 생명과 권력과 건강이 묻힌 위대하고 장엄한 공동묘지'였다. 이를 신성문자로 표기하면 아래와 같았다. 한편 '위대한 대지'라는 뜻에서 '타-세케트-마트' (Ta-sekhet-ma'at)라고도 불렀다.
| G41 | G1 | Aa1 · D21 | O1 | O29 · Y1 | A50 | s | Z4 · Y1 | G7 | N35 | C11 | Z2 · N35 | M4 | M4 | M4 | t · Z2 · N35 | O29 · O1 · O1 | G7 | S34 | U28 | s | D2 · Z1 | R14 | t · t | N23 · Z1 · N35 | R19 | t · O49 | G7 |

제18왕조 초기에는 국왕만 안장되었으며 각 무덤의 규모도 거대했다. 왕족이 아닌 사람이 묻힐 경우에는 주인의 무덤 인근에 암벽 구덩이를 조그맣게 파서 안장하였다. 다만 아멘호테프 3세의 무덤은 본 계곡이 아닌 서쪽 계곡에 조성되었으며, 그 아들 아크나톤은 아마르나로 묘지를 옮겨 조성했다. 현재 서쪽 계곡의 WV25라는 순번이 붙어 있는 미완성 무덤이 원래는 그를 위한 것이 아니었나라는 추정이 제기되고 있다. 아크나톤 퇴위 이후 제18왕조 말기의 파라오였 투탕카멘, 아이, 호렘헤브의 무덤은 다시 이곳 왕가의 계곡에 조성되었다.
제19왕조와 제20왕조 시기에는 여왕의 계곡 조성과 더불어 이곳에 조성되는 무덤의 수가 증가하였다. 이는 람세스 2세와 람세스 3세가 왕세자의 무덤을 일찍이 큰 규모로 조성했기 때문이며, 이들 무덤은 오늘날 KV5, KV3이란 이름으로 남아 있다. 이 시기의 파라오 가운데 왕가의 계곡에 묻히지 않거나 무덤의 위치가 어디 있는지 알지 못한 사례가 몇가지 있는데, 예컨대 투트모세 2세는 드라아부엘나가 무덤에 묻힌 것으로 보이나 미라는 데르 엘 바하리의 미라 은닉처에서 발견되었고, 스멘카레는 어디에 묻혔는지 밝혀진 바가 없으며, 람세스 8세는 계곡에 묻힌 것은 확실한데 정확한 위치를 모르는 상태이다.
왕가의 계곡에 조성된 왕릉은 도굴을 막기 위해 피라미드를 짓지 않고 골짜기에 공동묘역을 만든 만큼, 도굴 방지를 위해 수직 갱도를 만들고 관을 숨기는 등 별의 별 방법을 다 썼지만 도굴꾼들을 막을 수 없었다. 왕가의 계곡에서 도굴당하지 않은 묘는 투탕카멘 묘밖에 없었다. 그러나 벽화, 미라 등 유물은 고스란히 보존되었다.

## 발굴

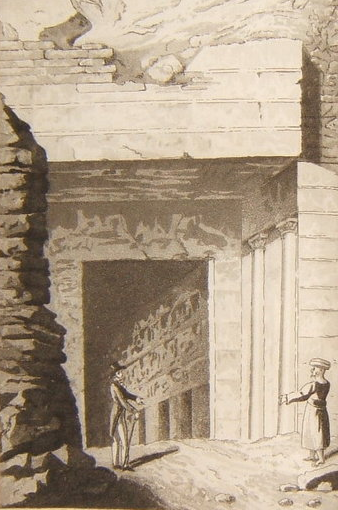
왕릉으로 향하는 입구 (1821년 삽화)

왕가의 계곡은 18세기 말부터 근대 이집트학 연구의 총본산으로 변모해 왔다. 18세기 이전에는 관광지에 불과했으며 특히 고대 로마제국이 이집트를 점령할 당시 외부인의 방문이 잦았다. 이 때문에 왕가의 계곡은 고대의 도굴 대상으로부터 출발해 오늘날 테베 네크로폴리스 전반에 대한 과학적 발굴현장에 이르기까지, 고대 이집트 연구의 변천사를 고스란히 보여주는 곳으로도 평가된다. 다만 왕가의 계곡에 대한 체계적인 조사가 이뤄지지는 못하여, 하술할 수많은 탐사와 조사과정에도 불구하고 발굴기록이 완전히 작성된 사례는 11곳에 불과하다.

### 고대인의 방문과 나폴레옹기 프랑스 학자
고대 그리스, 로마 시대에 외부인이 왕가의 계곡을 자주 방문했다는 것을 보여주는 증거로 계곡 내 무덤 곳곳에서 발견되는 수많은 낙서가 있다. 쥘 바이예의 조사에 따르면 고대 그리스어와 라틴어로 된 낙서의 수가 2,100건 이상으로 파악되고 있으며, 페니키아어, 키프로스어, 리키아어, 콥트어 등의 소수언어로 적힌 낙서도 그 수는 비록 적지만 심심찮게 발견되고 있다. 고대인의 낙서가 가장 많이 발견된 무덤은 KV9로 천여 개 남짓 발견되어 전체 낙서 중에서 절반 정도를 차지한다. 가장 오래된 낙서의 연대는 기원전 278년으로 거슬러 올라간다.
1799년 나폴레옹의 이집트 원정 당시 동행한 프랑스 고고학자 가운데 도미니크 비방 드농을 중심으로 한 다수의 학자들이 왕가의 계곡을 방문하여, 계곡의 전체 지도와 당시 외부에 노출되어 있던 무덤의 평면도를 처음으로 작성하였으며, 프로스페르 졸루아와 에두아르 드 빌리에르 뒤 테라주는 서쪽 계곡의 아멘호테프 3세 무덤 (WV22)에 대해서도 처음으로 기록을 남겼다. 당시 학자들이 작성한 탐사 보고서인 《이집트 개관》 (Description de l'Égypte)의 전 24권 가운데 두 권에서 테베 유적지에 대해 다루었고, 왕가의 계곡에 대해서도 처음 소개하였다.

### 19세기 본격적인 탐사의 시작

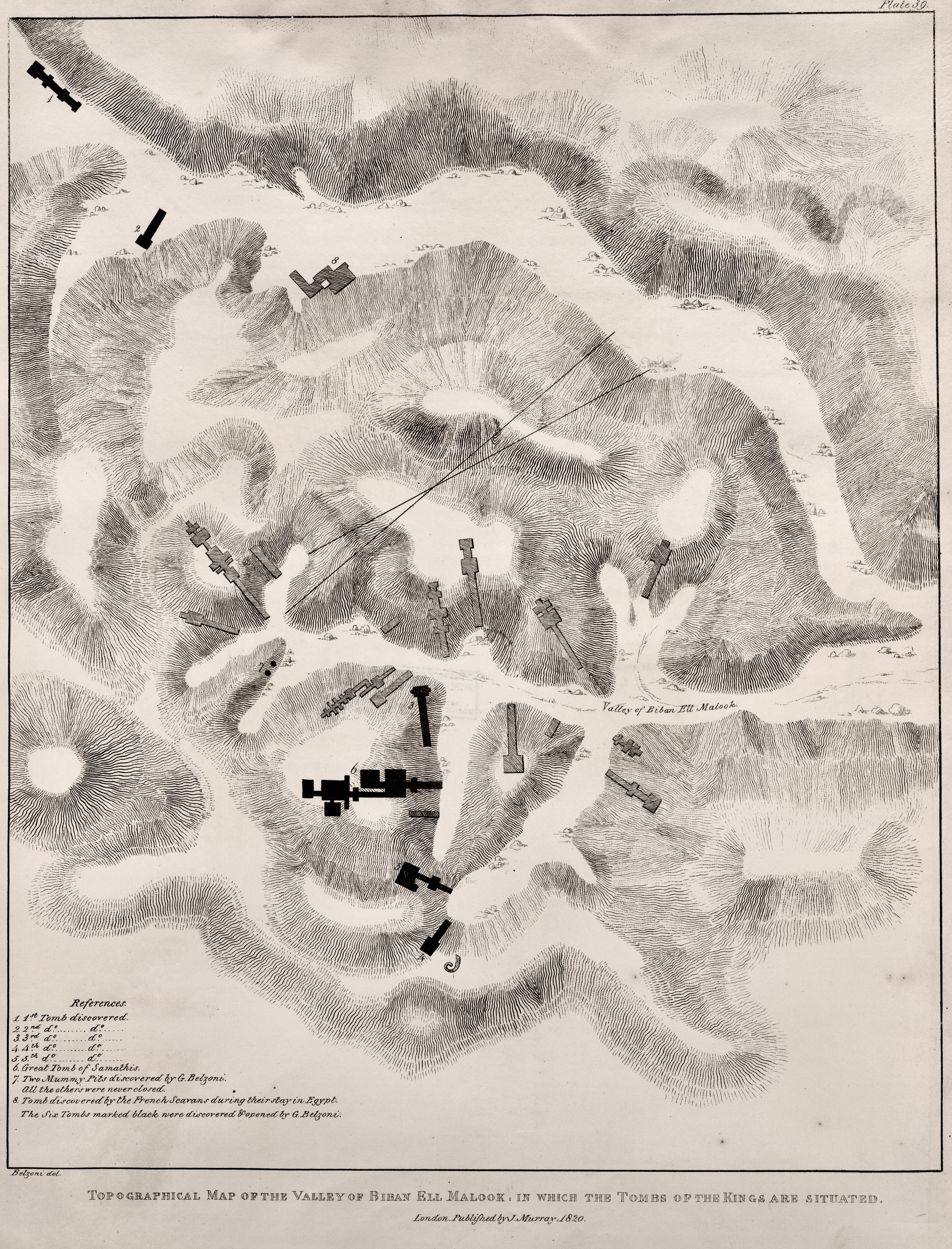
1820년 벨초니가 작성한 왕가의 계곡 지도

19세기 중반부터 유럽인의 테베 유적 탐사가 본격적으로 시작되었다. 이탈리아의 고고학자 조반니 벨초니가 헨리 솔트의 의뢰로 계곡 탐사에 나섰다. 벨초니는 여러 개의 무덤을 발견하였는데 1816년에는 서쪽 계곡 아이의 무덤 (WV23), 1817년에는 세티 1세의 무덤 (KV17)을 발견하였다. 탐사가 끝날 무렵 벨초니는 모든 무덤의 위치를 확인한 동시에 이곳에 더 이상 주목할 만한 흔적은 남아있지 않다고 단언하였다. 비슷한 시기 계곡 탐사에 나선 인물로 프랑스 주재 총영사였던 베르나르디노 드로베티가 있는데 벨초니와 솔트의 경쟁자로 불리기도 했다.
한편 영국의 존 가드너 윌킨슨은 1821년부터 1832년까지 이집트에 거주하면서 왕가의 계곡을 방문, 당시 외부에 노출된 무덤 내에 새겨진 상형문자와 벽화의 모사본을 남겼다. 때마침 이집트 상형문자의 해독이 처음 이뤄지면서, 계곡의 무덤 내에 있는 글귀에 대해 완전히 해독할 수는 없어도 신왕국 시대의 파라오들을 알아내는 계기로 작용했다. 이와 더불어 윌킨슨은 왕가의 계곡에 있는 각 무덤에 처음으로 순번을 매기기 시작하였는데 이는 지금까지도 지켜지고 있다.
19세기 후반에 이르러서 왕가의 계곡을 방문한 유럽 고고학자들은 유물을 단순히 수집하는 것보다 보존하기 위해 더 많은 노력을 기울이게 되었다. 프랑스의 오귀스트 마리트가 주도한 '이집트 유물관리국'이 이 시기에 활동하였는데, 1883년 외젠 레페뷔르, 1888년 초 쥘 바이예와 조르주 베네디트, 그리고 마지막으로 1898년~1899년 빅토르 로레의 탐사가 이어졌다. 빅토르 로레는 기존의 무덤 목록에 16곳의 무덤을 추가로 발견하였으며 기존에 발견된 무덤도 여러 곳 탐사하였다. 같은 시기 조르주 다레시는 오늘날 KV9라 불리는 무덤을 발굴하였다.

### 20세기와 오늘날의 탐사

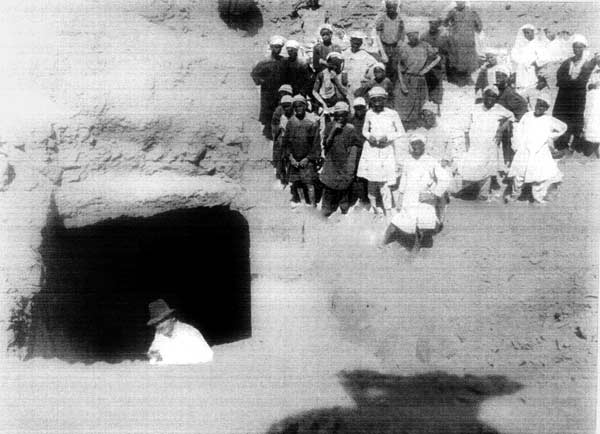
1908년 호렘헤브 무덤 발견 당시 입구

이후 가스통 마스페로가 이집트 유물관리국 국장에 재임명되면서 왕가의 계곡 발굴 작업이 재개되었다. 마스페로는 영국의 고고학자 하워드 카터를 상이집트 최고조사관으로 임명하였다. 당시만 해도 젊은 나이였던 카터는 여러 개의 무덤을 새로 발견하고, KV42와 KV20의 내부를 발굴하는 등의 성과를 거뒀다.
20세기에 접어들 무렵 미국의 탐험가 시어도어 M. 데이비스가 계곡 발굴허가를 받았다. 데이비스의 발굴단은 에드워드 R. 에어튼이 주로 이끌었으며 여러 개의 왕족 무덤과 일반 무덤 (KV43, KV46, KV57 등)을 발굴하였다. 1907년에는 KV55에서 아마르나시기의 은닉처를 발견하기도 했다. 이후 KV54와 KV58에서 투탕카멘의 무덤 매장품 일부를 회수한 뒤, 왕가의 계곡 전역의 탐사를 완료하였으며, 더는 무덤이 발견되지 않는다고 발표하였다. 데이비스가 1912년에 발표한 <하르마비와 투아탕카마의 무덤> (The Tombs of Harmhabi and Touatânkhamanou)에서는 마무리에 "왕가의 계곡이 고갈될까 두렵다"라는 말을 남기기까지 했다.
1915년 데이비스가 사망한 뒤 왕가의 계곡의 발굴 허가는 영국의 카나본 경에게 넘어갔다. 카나본 경은 하워드 카터에게 발굴 작업을 의뢰하여 왕가의 계곡을 계속 탐사토록 했다. 하워드 카터의 발굴단은 계곡 전체에 대한 체계적인 수색 끝에 1922년 11월 투탕카멘의 실제 무덤 (KV62)를 발견하는 데 성공한다.
현재도 왕가의 계곡에서는 새로운 구덩이가 발견되고 있으며, 기존에 발굴된 무덤에 대한 재조사와 더불어 테베 유적지에 대한 연구에도 보탬이 되고 있다. 2001년에는 테베 매핑 프로젝트라는 발굴 정보 DB가 시작되어 왕가의 계곡 내 각 무덤에 대한 기본정보와 발굴이 완료된 무덤의 평면도를 구축하고 있다.

## 관광
대부분의 무덤은 일반인에게 공개되지 않고 있다. 이스트밸리의 전체 무덤 중에서 18곳은 일반에 개방되어 있으나 이마저도 모든 무덤이 동시에 개방하는 경우는 거의 없다. 관계자의 복원 작업을 위해 폐쇄되는 경우가 있기 때문이다.
KV62 (투탕카멘의 무덤)을 방문하는 관광객에게는 별도 입장료가 부과된다. 웨스트밸리에는 개방된 무덤이 단 한 곳뿐이며 이곳 역시 별도 입장료가 부과된다. 가이드의 경우 예전에는 무덤 내 강연이 가능했으나 현재는 불허되어 무덤 입장시 일렬로 조용히 줄서서 통과해야 한다. 이 같은 조치는 외부인이 무덤에 머무는 시간을 최소화하고 장식으로 가득한 무덤 표면이 손상되는 것을 방지하기 위함이다.
1997년에는 왕가의 계곡 인근 유적인 데르 엘 바하리에서 이슬람 집단 소속 무장세력이 테러를 일으켜 관광객 58명과 현지인 4명이 목숨을 잃는 사건이 발생했다. 이 사건으로 왕가의 계곡을 방문하는 관광객 규모가 감소하는 일이 있었다.
현재 동쪽 계곡을 방문하는 관광객 규모는 주당 평균 4,000명~5,000명 수준이다. 서쪽 계곡의 경우 공개된 무덤이 하나뿐이기 때문에 방문객이 훨씬 적은 편이다.
왕가의 계곡 지도 (각 무덤 번호 표기)

## 같이 보기
- 명과 청 시대의 황릉
- 총예 계곡
- 페트라